# Mark Tuitert
Mark Jan Hendrik Tuitert, né le 4 avril 1980 à Holten, est un patineur de vitesse néerlandais.

## Palmarès

### Jeux olympiques
- Jeux olympiques d'hiver de 2006 à Turin ( Italie) :
  -  Médaille de bronze en poursuite par équipe
- Jeux olympiques d'hiver de 2010 à Vancouver ( Canada) :
  -  Médaille d'or sur 1500 m

### Championnats du monde
- Championnats du monde de 2004 à Séoul ( Corée du Sud)
  -  Médaille d'argent sur 1500 m

- Championnats du monde de 2005 à Inzell ( Allemagne)
  -  Médaille d'argent sur 1500 m
  -  Médaille d'or en poursuite par équipe